# Ганс-Рудольф Мерц
Ганс-Рудольф Мерц (нім. Hans-Rudolf Merz; нар. 10 листопада 1942, Герізау, Аппенцелль-Ауссерроден, Швейцарія) — швейцарський політик, який 2009 року обіймав посаду президента Швейцарії. У 2004 - 2010 роках був членом Федеральної ради від Вільної демократичної партії (з 2009 року — Ліберали).
Народився в Герізау, Швейцарія, в сімʼї промисловця. 1971 року здобув  ступінь доктора економіки у Санкт-Галленському університеті. На початку карʼєри працював у різних банках, а також консультантом у країнах, що розвиваються, а потім перейшов у політику.
В уряді Швейцарії працював з банківською таємницею Швейцарії і податковою суперечкою з США (справа UBS), а також з лівійсько-швейцарськими відносинами після кризи, спричиненої арештом Ганнібала Каддафі, сина Муаммара Каддафі.

## Ранні роки та освіта
Народився 10 листопада 1942 року в Герізау, Швейцарія, найстарший з трьох дітей, у сім'ї Адольфа Мерца (1916–1996), виробника текстилю, та Гедвіги Мерц (до шлюбу Бранд; 1912–1996). У нього було двоє суродженців: Адріан Мерц (нар. 1945) і Доріс Мерц (нар. 1948).
Родина Мерц походить з Байнвіля-ам-Зее обруч Галльвільського озера. 1866 року його прапрадід, Генріх Мерц (1831–1872), емігрував до Східної Швейцарії, де родина працювала в текстильній промисловості до 1970 року. У молодості Мерц був скаутом і у липні 2008 року відвідав Національний джемборі Швейцарії.
Після здобуття обов'язкової освіти в кантонській школі Троген, вивчав економіку в Університеті Санкт-Галлена, який закінчив зі ступенем доктора.

## Політична кар'єра
У 1969 - 1974 роках був партійним секретарем Вільної демократичної партії у Санкт-Галлені. У 1974 - 1977 роках працював віцепрезидентом навчального центру Вольфсберг банку UBS в Ерматінгені. Відтоді консультував з питань менеджменту. 1997 року обраний до Рада кантонів Швейцарії від кантону Аппенцелль-Ауссерроден. Головував у фінансовому комітеті та був членом комітету із зовнішньої політики.

### Швейцарська федеральна рада
Обраний до Федеральної ради Швейцарії 10 грудня 2003 року і 1 січня 2004 року обійняв посаду. Він входив до ради директорів страхової компанії Helvetia-Patria та холдингу Anova. Також був членом опікунської ради Фонду Макса Шмідгейні.

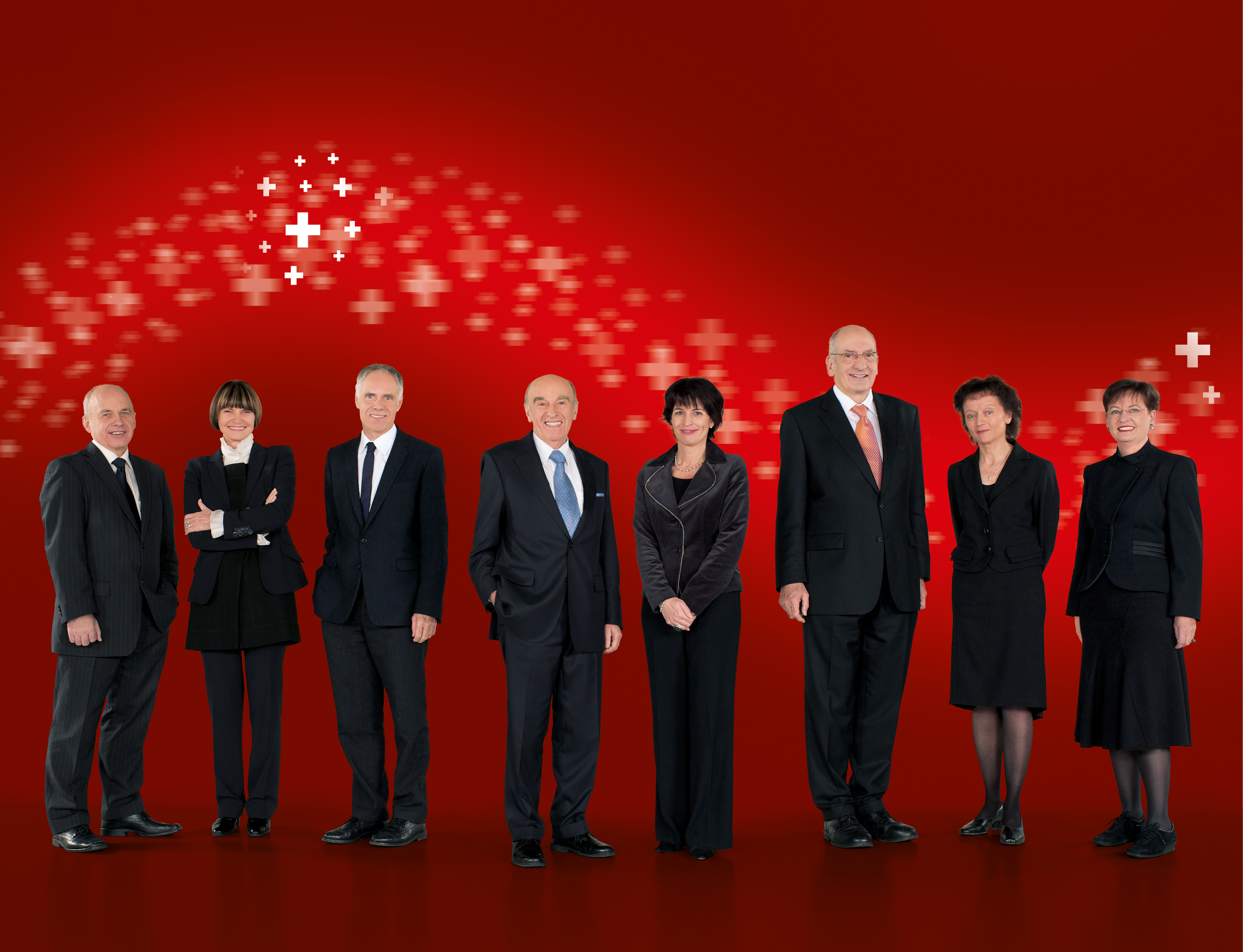
Федеральна рада Швейцарії 2009 року

20 вересня 2008 року, перебуваючи у Східній Швейцарії, Мерца терміново доправили до лікарні після серцевого нападу. Невдовзі його доправили до лікарні Бернського університету, де йому зробили операцію множинного шунтування. Його також ввели у штучну кому. Внаслідок цього кабінет міністрів реорганізували, а президент Паскаль Кушпен був відсутній на Генеральній Асамблеї ООН у Нью-Йорку. 10 грудня 2008 року Мерц обраний президентом Швейцарії на 2009 рік. У Федеральних зборах отримав 185 з 209 голосів. Він змінив на цій посаді однопартійця з Вільної демократичної партії Паскаля Кушпена. Доріс Лойтгард стала віцепрезидентом замість Мерца.
20 вересня 2010 року запис відповіді Мерца на запитання щодо імпорту м'яса у Федеральних зборах став вірусним, привернувши міжнародну увагу. Мерц заплутався у складних економічних та юридичних термінах, і коли зрозумів, що не розуміє, про що каже, розсміявся та змусив сміятися весь зал. Засідання перенесли. Він намагався надати інформацію про те, чи загрожує імпорт м'яса продажу бюнднерфлайшу (різновид вʼяленого мʼяса) у Швейцарії.

## Особисте життя
1968 року одружився з Розвітою Катаріною Шуллер (1941–2016), дочкою художника Вільгельма Шуллера й Анни Шуллер (до шлюбу Шуффлер). Знайомство відбулося, оскільки вона працювала в компанії його батьків у креативному відділі. Його дружина страждала на хворобу Альцгеймера. Мали трьох синів:
- Маркус Мерц (нар. 1969), одружений з Даніелою Штурценеггер, без дітей.
- Урс Мерц (нар. 1971), одружений з Златикою, має сина.
- Фелікс Мерц (нар. 1976), ніколи не був одружений і не мав дітей.

Мешкає в Герізау, Швейцарія. Він є шанувальником класичної музики й опери.

## Праці
- Merz, Hans-Rudolf: Finanz- und Verwaltungsvermögen in öffentlich-rechtlicher und wirtschaftlicher Betrachtungsweise, unter besonderer Berücksichtigung der Staatsrechnungen der Kantone., St. Gallen 1971
- Merz, Hans-Rudolf: Die aussergewöhnliche Führungspersönlichkeit: Essay über Elativität und elative Persönlichkeit., Grüsch 1987. ISBN 3-7253-0297-9
- Merz, Hans-Rudolf: Der Landammann und weitere Erzählungen aus dem Appenzellerland, Herisau 1992. ISBN 3-85882-072-5ISBN 3-85882-072-5